# Across Five Aprils
Across Five Aprils, souvent abrégé A5A, est un groupe de post-hardcore américain, originaire de Chattanooga, dans le Tennessee. Le groupe est formé en septembre 2001 et est signé au label Victory Records. Le groupe se sépare en 2008, et se réunit entre 2010 et 2012.

## Biographie
Le groupe est formé en septembre 2001 à Chattanooga, dans le Tennessee. Le groupe publie son premier album, A Tragedy in Progress, en mai 2003 chez Indianola Records,. Après ce succès, ils jouent avec des groupes comme Underoath, My Chemical Romance, Norma Jean, Haste the Day, Atreyu et It Dies Today. Le guitariste Jason Fields quitte ensuite le groupe. 
Après quelques changements de formation, le groupe enregistre son deuxième album chez Indianola, un EP intitulé Living in the Moment. Peu après la sortie d'EP, le chanteur Steve Taylor quitte le groupe et est remplacé par Brandon Mullins. Après le départ de Taylor, le bassiste Jason Barry part aussi. Ils tournent aux États-Unis avec The Banner, puis écrivent l'album Collapse. Plus tard, le groupe tourne en juillet 2007 et signe au label Victory Records. Across Five Aprils publie son premier album chez Victory Records, Life Underwater, le 19 février 2008. L'album est enregistré par le producteur Matt Goldman des Glow in the Dark Studios à Atlanta. Le 22 septembre 2008, Across Five Aprils annonce sa séparation ainsi qu'une tournée d'adieu en octobre et un dernier concert à Chattanooga, le 1er novembre 2008.
Le 14 octobre 2010, la formation originale d'Across Five Aprils annonce deux concerts sous le nom A Tragedy in Progress. Ils publient un EP quatre titres intitulé Going Down with the Ship chez Indianola Records le 25 janvier 2011. Le 31 mars 2012, le groupe se réunit à Pensacola, en Floride.

## Membres

### Derniers membres
- Brandon Mullins - chant (2004–2008, 2012)
- Steve Wooteon - batterie, percussions (2007–2008)
- Josh Dycus - basse (2004–2008, 2012)
- Zak Towe - guitare (2001–2008, 2012)
- Adam Nordmeyer - guitare (2007–2008)

### Anciens membres
- Drew Miller - batterie, percussions (2001–2007)
- Jarrod Smith - guitare (2003–2007)
- Steve Taylor - chant (2002–2004)
- Jason Barry - basse (2001–2004)
- Jason Fields - guitare, chant (2001–2003)

## Discographie

### Albums studio
- 2003 : A Tragedy in Progress
- 2006 : Collapse
- 2008 : Life Underwater

### EP
- 2002 : Twenty-Three Minutes and Thirty-Four Seconds of Scenic City Rock N' Roll
- 2002 : Across Five Aprils
- 2004 : Living in the Moment